# Romee Strijd

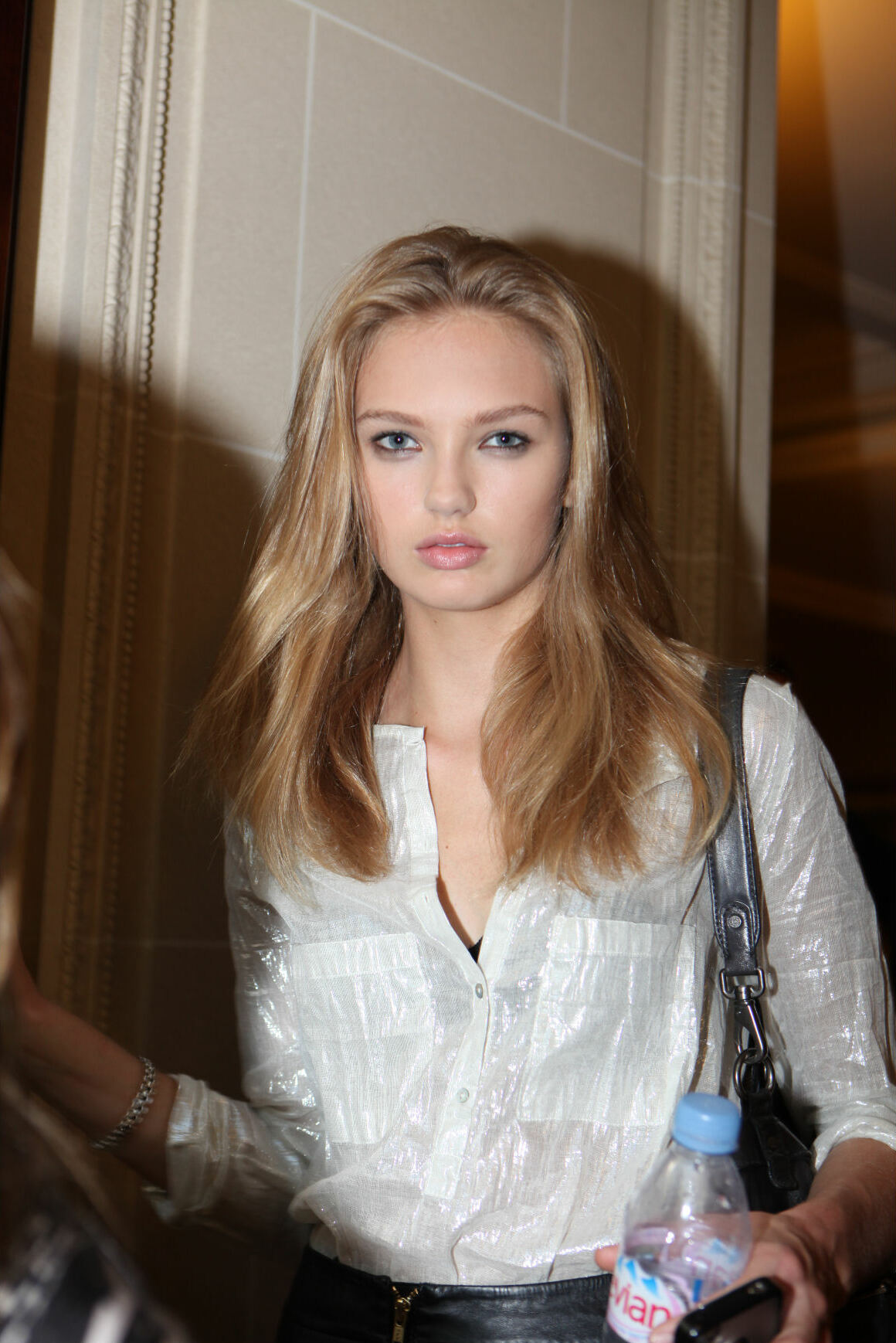
Romee Strijd (2011)

Romee Strijd (* 19. Juli 1995 in Zoetermeer) ist ein niederländisches Model.

## Leben
Strijd wuchs in der Nähe von Den Haag auf und ging 2010 nach New York City, um ihre Modelkarriere zu starten.
2011 schloss sie einen Vertrag mit der amerikanischen Modelagentur DNA Model Management ab und lief für Marken wie Acne Studios, Alexander McQueen, Badgley Mischka, Balmain, Burberry, Calvin Klein, Celine, Christopher Kane, DKNY, EDUN, Giambattista Valli, Hussein Chalayan, Isabel Marant, Jil Sander, Jill Stuart, Kenzo, Loewe, Louis Vuitton, Marchesa, Michael Kors, Nina Ricci, Peter Som, Phillip Lim, Prabal Gurung, Prada, Rag & Bone, Rochas, Roland Mouret, Vera Wang und Yves Saint Laurent.
2014 begann sie, für die Unterwäschemarke Victoria’s Secret zu modeln und lief auf der Modenschau in London. 2015 folgte der Vertrag, der sie zu einem Victoria’s Secret Angel machte.
Seit März 2017 ist sie bei der Agentur IMG unter Vertrag. Im Februar 2025 war sie das erste Mal Gastjurorin bei Germany’s Next Topmodel.